# خط عرض 33° شمال
خط عرض 33° شمال هي إحدى دوائر العرض الجغرافية، وهي دوائر وهمية تحيط بالكرة الأرضية، وموازية لخط الاستواء، وتتميز هذه الدائرة بأن الأراضي الواقعة عليها تنتمي للمنطقة المعتدلة الدفيئة.

## حول العالم
يبدأ من خط الزوال الأولي ويتجه شرقا، خط عرض 33° شمال يمر عبر:
| الإحداثيات                           | البلد أو الإقليم أو البحر | ملاحظات |
| ------------------------------------ | ------------------------- | --- |
| 33°0′N 0°0′E / 33.000°N 0.000°E      | الجزائر                   | |
| 33°0′N 8°11′E / 33.000°N 8.183°E     | تونس                      | |
| 33°0′N 11°31′E / 33.000°N 11.517°E   | ليبيا                     | |
| 33°0′N 12°0′E / 33.000°N 12.000°E    | البحر الأبيض المتوسط      | مرورا بشمال طرابلس, ليبيا |
| 33°0′N 35°5′E / 33.000°N 35.083°E    | إسرائيل                   | |
| 33°0′N 35°37′E / 33.000°N 35.617°E   | هضبة الجولان              | Territory controlled by إسرائيل, تملكه سوريا · قوة الأمم المتحدة لمراقبة فض الاشتباك |
| 33°0′N 35°53′E / 33.000°N 35.883°E   | سوريا                     | |
| 33°0′N 38°5′E / 33.000°N 38.083°E    | الأردن                    | |
| 33°0′N 39°3′E / 33.000°N 39.050°E    | العراق                    | |
| 33°0′N 46°6′E / 33.000°N 46.100°E    | إيران                     | |
| 33°0′N 60°38′E / 33.000°N 60.633°E   | أفغانستان                 | |
| 33°0′N 69°30′E / 33.000°N 69.500°E   | باكستان                   | المناطق القبلية الخاضعة للإدارة الاتحادية · خيبر بختونخوا · البنجاب (باكستان) · آزاد كشمير - تملكه الهند |
| 33°0′N 74°21′E / 33.000°N 74.350°E   | الهند                     | جامو وكشمير - تملكه باكستان · هيماجل برديش · Jammu و Kashmir - تملكه باكستان |
| 33°0′N 79°14′E / 33.000°N 79.233°E   | أكساي تشين                | Disputed between الهند و جمهورية الصين الشعبية |
| 33°0′N 79°21′E / 33.000°N 79.350°E   | جمهورية الصين الشعبية     | منطقة التبت ذاتية الحكم تشينغهاي سيتشوان Qinghai Sichuan قانسو شنشي خوبي خنان آنهوي جيانغسو Anhui (لحوالي 12 km) Jiangsu |
| 33°0′N 120°47′E / 33.000°N 120.783°E | بحر الصين الشرقي          | مرورا بجنوب the جزيرة Marado, كوريا الجنوبية |
| 33°0′N 129°2′E / 33.000°N 129.033°E  | اليابان                   | جزيرة Nakadori: — ناغاساكي (محافظة) جزيرة كيوشو: — Nagasaki Prefecture — ساغا (محافظة) — كوماموتو (محافظة) — أويتا (محافظة) جزيرة شيكوكو: — إهيمه (محافظة) — كوتشي (اليابان)                                                  |
| 33°0′N 133°1′E / 33.000°N 133.017°E  | المحيط الهادئ             | |
| 33°0′N 118°35′W / 33.000°N 118.583°W | الولايات المتحدة          | كاليفورنيا - San Clemente Island |
| 33°0′N 118°33′W / 33.000°N 118.550°W | المحيط الهادئ             | |
| 33°0′N 117°17′W / 33.000°N 117.283°W | الولايات المتحدة          | كاليفورنيا أريزونا نيومكسيكو تكساس - مرورا عبر the دالاس فورت ورث متروبليكس لويزيانا - مرورا بجنوب the border with أركنساس مسيسيبي ألاباما جورجيا (ولاية أمريكية) - مرورا عبر لاغرانغ كارولاينا الجنوبية - مرورا عبر غوس كريك |
| 33°0′N 79°28′W / 33.000°N 79.467°W   | المحيط الأطلسي            | |
| 33°0′N 16°23′W / 33.000°N 16.383°W   | البرتغال                  | Cal Islet, just south of بورتو سانتو، ماديرا |
| 33°0′N 16°22′W / 33.000°N 16.367°W   | المحيط الأطلسي            | |
| 33°0′N 8°45′W / 33.000°N 8.750°W     | المغرب                    | |
| 33°0′N 1°28′W / 33.000°N 1.467°W     | الجزائر                   | |